# سایتهیل (گلاسگو)
سایتهیل (به انگلیسی: Sighthill) یک بخش (تقسیم کشوری) در بریتانیا است که در شهر گلاسگو اسکاتلند و در شمال رود کلاید واقع شده‌است.